# Juho Hänninen
Juho Ville Matias Hänninen (Punkaharju, 25 luglio 1981) è un pilota di rally finlandese.

## Carriera
Hänninen debutta nel Campionato Finlandese Rally nel 2003, concludendo all'ottavo posto complessivo nel Gruppo N.
L'anno successivo, ha vinto il titolo nella stessa classe al volante di una Honda Civic Type R. Nel 2005, è arrivato secondo sempre di gruppo N con una Lancer EVO VI e ha debuttato nel Campionato del mondo rally nel corso della stagione 2006. Il suo co-pilota è Mikko Markkula.
La prima gara nel WRC è stata il rally di Svezia, concluso al 15º posto assoluto e al primo posto di gruppo N con la Mitsubishi Lancer EVO IX. Sempre nella stagione 2006 partecipa al Rally d'Italia Sardegna concludendo al 14º posto assoluto e primo di gruppo N, mentre in Nuova Zelanda conclude con un 9º posto assoluto e 2º di gruppo N dietro a Jari-Matti Latvala.
Al rally del Galles, si presenta su una Citroën C2 S1600, conclude la gara con un 19º posto assoluto e primo degli Junior (S1600).
Nella stagione 2007 prende parte a sei eventi del P-WRC (Mondiale Produzione) con una Lancer EVO IX.
Inizialmente vince il Rally di Svezia, ma poi viene squalificato per la pompa del carburante non omologata. I suoi migliori risultati sono stati un secondo posto al Rally del Galles e un terzo posto in Argentina, che lo fanno terminare al 5º assoluto nella classifica generale del P-WRC.
Ha inoltre partecipato a tre gare con una Mitsubishi Lancer WRC05, conquistando un punto iridato al Rally d'Italia-Sardegna che ha concluso all'ottavo posto assoluto.
Nel Campionato del mondo rally 2008 corre sempre il PWRC per il team Ralliart Nuova Zelanda. Vince nuovamente in Svezia, concludendo anche 8º assoluto e conquistando un punto iridato, il secondo in carriera, e conclude al 13º posto in Finlandia.

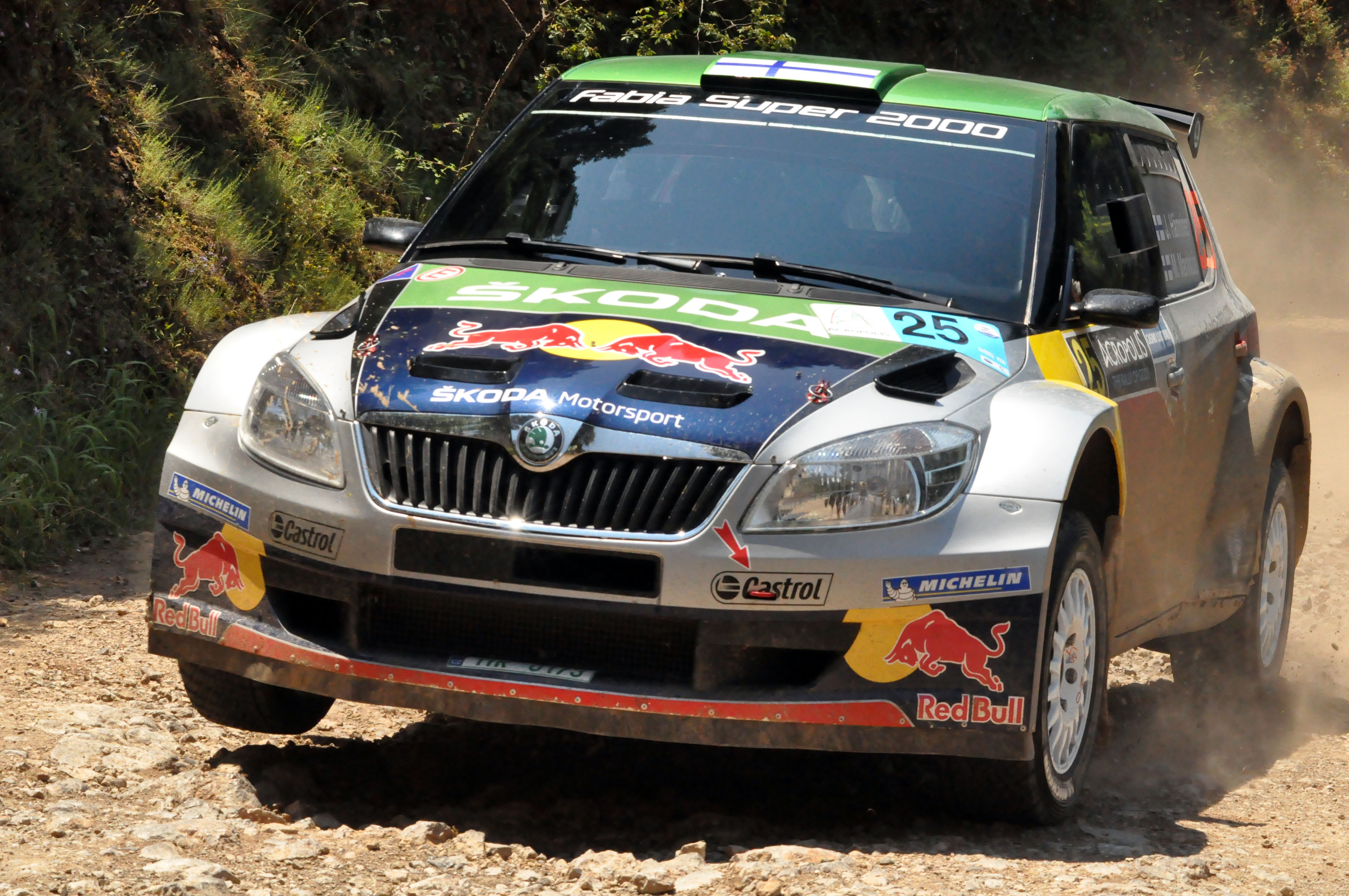
Hänninen su Skoda nel 2011

Partecipa anche a due gare dell'Intercontinental Rally Challenge (IRC), conquistando il quinto posto con la Mitsubishi EVO IX al Rally del Portogallo e vincendo il Rally di Russia a bordo di una Peugeot 207 S2000.
Nell'Intercontinental Rally Challenge 2009 corre per il team Skoda Motorsport, con una Skoda S2000, partecipa al Rally di Montecarlo, dove si ritira quando era al comando della classifica, conquista due podi, uno al Rally di Russia dove vince per il 2 anno di fila e un 3º posto al Rally di Zlin in Repubblica Ceca.
Come per la stagione precedente partecipa al mondiale IRC con il team Ceco. Il campionato internazionale IRC 2010 è un susseguirsi di vittorie e piazzamenti che lo portano a conquistare la vittoria finale del campionato piloti con 15 punti di vantaggio su Jan Kopecký, totalizzando nei vari rally 3 vittorie e 7 podi.
Partecipa anche a due prove valide per il Campionato del mondo rally 2010 (WRC), in Portogallo e Finlandia, ottenendo rispettivamente un ritiro ed un 9º posto.
Nel 2011 Hänninen è impegnato nuovamente nell'IRC dove, grazie anche ai suoi piazzamenti, la Skoda ottiene il titolo marche mentre il pilota giunge terzo nella classifica individuale. Inoltre il finnico partecipa sempre con la Fabia S2000 al SWRC, il campionato riservato alle vetture S2000 all'interno del campionato mondiale. A fine stagione sarà campione di categoria, portando anche la Skoda alla conquista del primo titolo mondiale della sua storia.
È stato il primo a collezionare punti nel campionato WRC sia come pilota sia come copilota (2023).

## Palmarès
- S-WRC (copilota:  Mikko Markkula): S-WRC 2011, su Škoda Fabia S2000 del Red Bull Škoda

### Vittorie nel mondiale rally

#### P-WRC
| # | Stagione | Evento             | Co-pilota      | Auto                     | Squadra              |
| - | -------- | ------------------ | -------------- | ------------------------ | -------------------- |
| 1 | 2008     | Rally di Svezia    | Mikko Markkula | Mitsubishi Lancer Evo IX | Ralliart New Zealand |
| 2 | 2008     | Rally di Finlandia | Mikko Markkula | Mitsubishi Lancer Evo IX | Ralliart New Zealand |
| 3 | 2008     | Rally del Giappone | Mikko Markkula | Mitsubishi Lancer Evo IX | Ralliart New Zealand |

#### S-WRC
| # | Stagione | Evento              | Co-pilota      | Auto              | Squadra        |
| - | -------- | ------------------- | -------------- | ----------------- | -------------- |
| 1 | 2010     | Rally di Finlandia  | Mikko Markkula | Škoda Fabia S2000 | -              |
| 2 | 2011     | Rally dell'Acropoli | Mikko Markkula | Škoda Fabia S2000 | Red Bull Škoda |
| 3 | 2011     | Rally di Finlandia  | Mikko Markkula | Škoda Fabia S2000 | Red Bull Škoda |
| 4 | 2011     | Rally di Catalogna  | Mikko Markkula | Škoda Fabia S2000 | Red Bull Škoda |

## Risultati nel mondiale rally

### WRC
| 2006 | Scuderia | Vettura                                                               |  |    |  |  |  |  |    |  |  |    |  |  |  |  |   |    | Punti | Pos. |
| ---- | -------- | --------------------------------------------------------------------- |  | -- |  |  |  |  | -- |  |  | -- |  |  |  |  | - | -- | ----- | ---- |
| 2006 |          | Mitsubishi Lancer Evo IX, Mitsubishi Lancer WRC 05 e Citroën C2 S1600 |  | 15 |  |  |  |  | 14 |  |  | SQ |  |  |  |  | 9 | 19 | 0     |      |

| 2007 | Scuderia   | Vettura                                             |  |    |    |  |  |    |   |     |     |  |    |    |  |    |  |    | Punti | Pos. |
| ---- | ---------- | --------------------------------------------------- |  | -- | -- |  |  | -- | - | --- | --- |  | -- | -- |  | -- |  | -- | ----- | ---- |
| 2007 | RRE Sports | Mitsubishi Lancer Evo IX e Mitsubishi Lancer WRC 05 |  | SQ | 17 |  |  | 11 | 8 | Rit | Rit |  | 19 | SQ |  | 23 |  | 14 | 1     | 22º  |

| 2008 | Scuderia             | Vettura                  |  |   |  |  |  |  |    |  |    |  |    |    |    |    |     |  | Punti | Pos. |
| ---- | -------------------- | ------------------------ |  | - |  |  |  |  | -- |  | -- |  | -- | -- | -- | -- | --- |  | ----- | ---- |
| 2008 | Ralliart New Zealand | Mitsubishi Lancer Evo IX |  | 8 |  |  |  |  | 20 |  | 13 |  | 14 | 29 | 24 | 10 | Rit |  | 1     | 21º  |

| 2009 | Scuderia | Vettura           |  |  |  |  |  |  |  |  |    |  |  |  |  |  |  |  | Punti | Pos. |
| ---- | -------- | ----------------- |  |  |  |  |  |  |  |  | -- |  |  |  |  |  |  |  | ----- | ---- |
| 2009 |          | Škoda Fabia S2000 |  |  |  |  |  |  |  |  | 10 |  |  |  |  |  |  |  | 0     |      |

| 2010 | Scuderia | Vettura           |  |  |  |  |  |     |  |   |  |  |  |  |  |  |  |  | Punti | Pos. |
| ---- | -------- | ----------------- |  |  |  |  |  | --- |  | - |  |  |  |  |  |  |  |  | ----- | ---- |
| 2010 |          | Škoda Fabia S2000 |  |  |  |  |  | Rit |  | 9 |  |  |  |  |  |  |  |  | 2     | 20º  |

| 2011 | Scuderia       | Vettura           |  |   |  |  |   |  |   |    |    |  |    |    |  |  |  |  | Punti | Pos. |
| ---- | -------------- | ----------------- |  | - |  |  | - |  | - | -- | -- |  | -- | -- |  |  |  |  | ----- | ---- |
| 2011 | Red Bull Škoda | Škoda Fabia S2000 |  | 8 |  |  | 8 |  | 8 | 10 | 20 |  | 26 | 10 |  |  |  |  | 14    | 16º  |

| 2013 | Scuderia               | Vettura            |     |   |  |  |  |  |  |    |  |  |  |  |  |  |  |  | Punti | Pos. |
| ---- | ---------------------- | ------------------ | --- | - |  |  |  |  |  | -- |  |  |  |  |  |  |  |  | ----- | ---- |
| 2013 | Qatar World Rally Team | Ford Fiesta RS WRC | Rit | 6 |  |  |  |  |  | 32 |  |  |  |  |  |  |  |  | 8     | 15º  |

| 2014 | Scuderia           | Vettura         |  |    |  |   |  |     |   |   |  |  |  |  |    |  |  |  | Punti | Pos. |
| ---- | ------------------ | --------------- |  | -- |  | - |  | --- | - | - |  |  |  |  | -- |  |  |  | ----- | ---- |
| 2014 | Hyundai Motorsport | Hyundai i20 WRC |  | 19 |  | 8 |  | Rit | 6 | 6 |  |  |  |  | 30 |  |  |  | 20    | 13º  |

| 2015 | Scuderia | Vettura            |  |  |  |  |  |  |  |   |  |  |  |  |  |  |  |  | Punti | Pos. |
| ---- | -------- | ------------------ |  |  |  |  |  |  |  | - |  |  |  |  |  |  |  |  | ----- | ---- |
| 2015 |          | Ford Fiesta RS WRC |  |  |  |  |  |  |  | 6 |  |  |  |  |  |  |  |  | 8     | 14º  |

| 2017 | Scuderia                | Vettura          |     |    |   |     |   |   |   |    |    |   |    |     |  |  |  |  | Punti | Pos. |
| ---- | ----------------------- | ---------------- | --- | -- | - | --- | - | - | - | -- | -- | - | -- | --- |  |  |  |  | ----- | ---- |
| 2017 | Toyota Gazoo Racing WRT | Toyota Yaris WRC | 163 | 23 | 7 | Rit | 7 | 7 | 6 | 10 | 35 | 4 | 45 | Rit |  |  |  |  | 71    | 9º   |

| 2019 | Scuderia             | Vettura          |  |  |  |  |  |  |  |     |  |  |  |  |  |  |  |  | Punti | Pos. |
| ---- | -------------------- | ---------------- |  |  |  |  |  |  |  | --- |  |  |  |  |  |  |  |  | ----- | ---- |
| 2019 | Tommi Mäkinen Racing | Toyota Yaris WRC |  |  |  |  |  |  |  | Rit |  |  |  |  |  |  |  |  | 0     |      |

| 2020 | Scuderia              | Vettura          |  |     |  |  |  |  |  |  |  |  |  |  |  |  |  |  | Punti | Pos. |
| ---- | --------------------- | ---------------- |  | --- |  |  |  |  |  |  |  |  |  |  |  |  |  |  | ----- | ---- |
| 2020 | Latvala Motorsport OY | Toyota Yaris WRC |  | Rit |  |  |  |  |  |  |  |  |  |  |  |  |  |  | 0     |      |

| 2023 | Scuderia                | Vettura                       |  |  |  |  |  |  |  |  |   |  |  |  |  |  |  |  | Punti | Pos. |
| ---- | ----------------------- | ----------------------------- |  |  |  |  |  |  |  |  | - |  |  |  |  |  |  |  | ----- | ---- |
| 2023 | Toyota Gazoo Racing WRT | Toyota GR Yaris Rally1 Hybrid |  |  |  |  |  |  |  |  | 5 |  |  |  |  |  |  |  | 11    | 18º  |

| 2024 | Scuderia                | Vettura                |  |  |  |  |  |  |  |  |   |  |  |  |  |  |  |  | Punti | Pos. |
| ---- | ----------------------- | ---------------------- |  |  |  |  |  |  |  |  | - |  |  |  |  |  |  |  | ----- | ---- |
| 2024 | Toyota Gazoo Racing WRT | Toyota GR Yaris Rally2 |  |  |  |  |  |  |  |  | 6 |  |  |  |  |  |  |  | 6     | 21º  |

| Legenda | 1º posto | 2º posto | 3º posto | A punti | Senza punti | Ritirato | Squalificato | NP=Non partito C=Gara cancellata | Apice=Power stage |

### S-WRC/WRC-2
| 2010 | Scuderia | Vettura           |  |  |  |  |  |  |  |   |  |  |  |  |  |  |  |  | Punti | Pos. |
| ---- | -------- | ----------------- |  |  |  |  |  |  |  | - |  |  |  |  |  |  |  |  | ----- | ---- |
| 2010 |          | Škoda Fabia S2000 |  |  |  |  |  |  |  | 1 |  |  |  |  |  |  |  |  | 25    | 10º  |

| 2011 | Scuderia       | Vettura           |  |   |  |  |   |  |   |   |   |  |   |   |  |  |  |  | Punti | Pos. |
| ---- | -------------- | ----------------- |  | - |  |  | - |  | - | - | - |  | - | - |  |  |  |  | ----- | ---- |
| 2011 | Red Bull Škoda | Škoda Fabia S2000 |  | 2 |  |  | 2 |  | 1 | 1 | 4 |  | 5 | 1 |  |  |  |  | 133   | 1º   |

| 2024 | Scuderia                | Vettura                |  |  |  |  |  |  |  |  |   |  |  |  |  |  |  |  | Punti | Pos. |
| ---- | ----------------------- | ---------------------- |  |  |  |  |  |  |  |  | - |  |  |  |  |  |  |  | ----- | ---- |
| 2024 | Toyota Gazoo Racing WRT | Toyota GR Yaris Rally2 |  |  |  |  |  |  |  |  | 2 |  |  |  |  |  |  |  | 18    | 20º  |

| Legenda | 1º posto | 2º posto | 3º posto | A punti | Senza punti | Ritirato | Squalificato | NP=Non partito C=Gara cancellata | Apice=Power stage |

### P-WRC
| 2007 | Scuderia   | Vettura                  |  |    |  |  |  |   |  |     |  |  |   |  |  |   |  |   | Punti | Pos. |
| ---- | ---------- | ------------------------ |  | -- |  |  |  | - |  | --- |  |  | - |  |  | - |  | - | ----- | ---- |
| 2007 | RRE Sports | Mitsubishi Lancer Evo IX |  | SQ |  |  |  | 3 |  | Rit |  |  | 7 |  |  | 7 |  | 2 | 18    | 5º   |

| 2008 | Scuderia             | Vettura                  |  |   |  |  |  |  |   |  |   |  |   |  |  |   |     |  | Punti | Pos. |
| ---- | -------------------- | ------------------------ |  | - |  |  |  |  | - |  | - |  | - |  |  | - | --- |  | ----- | ---- |
| 2008 | Ralliart New Zealand | Mitsubishi Lancer Evo IX |  | 1 |  |  |  |  | 7 |  | 1 |  | 5 |  |  | 1 | Rit |  | 36    | 2º   |

| Legenda | 1º posto | 2º posto | 3º posto | A punti | Senza punti | Ritirato | Squalificato | NP=Non partito C=Gara cancellata | Apice=Power stage |